# Heiter bis Wolkig
Gli Heiter bis Wolkig (in italiano sereno variabile, talvolta conosciuti anche come Härter bis Bolkig o abbreviati in HbW) sono un gruppo hardcore punk e cabarettistico di Colonia. Sono celebri per mescolare musiche punk con sketch e teatro radiofonico.

## Formazione
- Marco Gödde
- Marcell Gödde
- Michael Ochwart
- Christoph Hilger
- Uwe Vogel
- Wuschel

## Discografia
- 1990 - KometenTanz (MC)
- 1990 - S.E.K. (SonderEinsatzKomödie - MC)
- 1991 - PiratenTour (MC)
- 1992 - S.E.K./PiratenTour (Live-MC)
- 1992 - Hey Rote Zora (Singolo Vinile)
- 1992 - Ganz in Schwarz (Maxi-CD)
- 1993 - 10 kleine Nazischweine (Singolo Vinile, insieme agli Slime)
- 1993 - Musikka Lustikka (MC, CD, LP)
- 1993 - Faxenkombinat (Singolo Vinile)
- 1994 - Alles Liebe (MC, CD[sotto lo pseudonimo "Die Bengels"]
- 1995 - Terroristen (MC, CD, LP) [Härter bis Wolkig]
- 1995 - Auf Urlaub (Hilfe, Hilfe) (Maxi-CD) [Härter bis Wolkig]
- 1996 - Der 7te Unsinn (CD)
- 1997 - 100 Jahre HbW (CD, LP)
- 1997 - Verbotene Früchte (CD)
- 2007 - Auferstanden aus Ruinen / Nichtsalsrocken (Split-CD HbW e Die Roten Ratten)